# Svartasjön (Veinge socken, Halland)
Svartasjön är en sjö i Laholms kommun i Halland och ingår i Genevadsåns huvudavrinningsområde.